# Star Wars: Rogue Squadron III – Rebel Strike
Star Wars: Rogue Squadron III – Rebel Strike ist ein 2003 für den Nintendo GameCube erschienenes Star-Wars-Videospiel und der dritte Teil der Videospielreihe Star Wars: Rogue Squadron. Es wurde wie die Vorgänger von Factor 5 entwickelt und von LucasArts veröffentlicht. Es stellt den Nachfolger von Star Wars: Rogue Squadron II – Rogue Leader dar.
Das Spiel ist im Wesentlichen ein Action- und Shoot-’em-up-Spiel. Die Handlung spielt im Rahmen der Star-Wars Filme IV, V und VI. Wie in früheren Teilen der Serie übernimmt der Spieler die Kontrolle über ein Elite-Geschwader der Rebellen-Allianz, das Renegaten-Staffel (engl. Rogue Squadron). In verschiedenen Missionen führt er zahlreiche Angriffe auf Ziele des Galaktischen Imperiums aus.
Eine große Neuerung gegenüber den Vorgängern stellt die Möglichkeit für den Spieler dar, sein Fahrzeug während Missionen zu verlassen und sogar Landfahrzeuge zu steuern. Des Weiteren wurde ein Mehrspielermodus eingefügt, welcher aus den Leveln des Vorgängers besteht.

## Spielprinzip
Das Spiel ist wie der Vorgänger überwiegend ein actionorientiertes Flugspiel. Allerdings liegt der Fokus nicht mehr auf Sternjäger-Kämpfen, da der Spieler einige Missionen zu Fuß oder mit Bodenfahrzeugen, beispielsweise Panzern absolvieren muss.
Erstmals in der Reihe wurde ein Mehrspielermodus implementiert. Dieser besteht aus zwei Modi, Koop und Versus. Im Koop-Modus können zwei Spieler alle bis auf zwei Missionen aus dem Vorgänger Rogue Leader per Split Screen nachspielen. Im Versus-Modus können sich zwei Spieler auf verschiedene Weise duellieren.

## Handlung
Die Kampagne des Spiels setzt kurz nach den Ereignissen aus Eine Neue Hoffnung ein. Sie ist unterteilt in zwei Teile, in einem ist Luke Skywalker, in einem anderen Wedge Antilles die Hauptfigur.
Das Imperium hat die Rebellen von ihrem Stützpunkt vertrieben, weswegen diese nach einem geeigneten Ort für einen neuen suchen. Tycho Celchu, ein imperialer Offizier, desertiert und tritt der Rebellion bei. Er bewegt einige Wissenschaftler dazu, sich ebenfalls der Allianz anzuschließen, deren Flucht wird jedoch vom Imperium verhindert. Die Renegaten-Staffel wird entsandt, um den Wissenschaftlern die Flucht zu ermöglichen, was ihr auch gelingt. Inzwischen hat die Allianz der Rebellen ihre Basis auf dem Eisplaneten Hoth aufgeschlagen. Doch diese Basis wird schnell von imperialen Kräften entdeckt und angegriffen. Die Renegaten-Staffel versucht dabei, die Imperialen solange von der Zerstörung der Basis abzulenken, bis ihre Frachtschiffe abgehoben sind. Mit dieser Schlacht endet der erste Teil der Kampagne.
Unter dem neuen Kommando von Wedge Antilles führt die Renegaten-Staffel einen Angriff auf eine Gefängiseinrichtung auf Bakura aus, um einige Rebellen zu befreien. Es gelingt ihr zwar, die Rebellen zu einem Transporter zu bringen, doch dieser wird kurz nach dem Start von einem imperialen Schiff geentert. Die Piloten der Allianz verfolgen dieses Schiff bis nach Geonosis. Dort geraten sie in einen Hinterhalt und können knapp auf dem Planeten notlanden. Dort entdecken sie einige verlassene Fabriken und altes Kriegsgerät, durch das sie die Imperialen ablenken und fliehen können.
Bei ihrer Flucht erhalten die Piloten Hinweise darauf, dass das Imperium Teile der Rebellen-Flotte entdeckt und zerstört hat. Als Reaktion darauf wird die Renegaten-Staffel zu einem Angriff auf die Schiffswerften von Fondor entsandt.
Anschließend führt die Allianz einen Großangriff auf Endor durch, wo ein neuer Todesstern unter Überwachung des Imperators gebaut wird. Der Spieler übernimmt bei diesem Angriff wieder die Rolle von Luke Skywalker, aber auch die von Han Solo und Chewbacca und bereitet durch Sabotageakte auf der Planetenoberfläche den Angriff der Rebellen-Flotte auf die Kampfstation vor, welcher erfolgreich verläuft.

## Rezeption
Star Wars: Rogue Squadron III – Rebel Strike erhielt international solide Wertungen. Die Rezensionsdatenbank Metacritic aggregiert beispielsweise 36 Rezensionen zu einem Gesamtwert von 75.
Maniac sowie Gamezone loben insbesondere die Grafik sowie den Sound des Spiels. Die Maniac sowie Gameswelt loben weiterhin die Mehrspieler-Modi sowie die Anzahl an Missionen.
Laut der Gamezone und Gameswelt seien einige Missionen, primär gegen Ende des Spielverlaufs, zu schwierig und würden dabei für Frustrationen sorgen. Ein weiterer Kritikpunkt ist vorrangig bei den Bodenmissionen, welche eine schwache Kameraführung für den Spieler besitzen.

„Audiovisuell überragende Ballerei mit spaßigen Multiplayer-Modi, aber faden Laufabschnitten.“